# قائمة الأحزاب السياسية في قبرص
هذه الصفحة تستعرض  قائمة الأحزاب السياسية في قبرص . النظام في قبرص هو نظام متعدد الأحزاب.

## الأحزاب البرلمانية
| اسم الحزب                    | أيديولوجية الحزب | مجلس النواب القبرصى |
| ---------------------------- | ---------------- | ------------------- |
| التجمع الديمقراطي            | يميني            | 20                  |
| حزب الشعب العامل             | يساري            | 19                  |
| الحزب الديمقراطي             | محافظ            | 9                   |
| حركة الديمقراطيين الاجتماعية | ديمقراطي اجتماعي | 5                   |
| الحزب الأوروبي               | يميني شعبي       | 2                   |
| الحركة الإيكولوجية والبيئية  | سياسة الخضر      | 1                   |

## احزاب غير ممثله في البرلمان القبرصى
- حركة الإيكولوجيا الاجتماعية القبرصيه
- حركة الجهاد من اجل الديمقراطية
- الجبهة الشعبية الوطنية القبرصيه
- اليسار العالمي الجديد
- الديموقراطيون المتحدون